# Parvathy Omanakuttan
Parvathy Omanakuttan là một Hoa hậu Ấn Độ và đồng thời là Á hậu 1 của cuộc thi Hoa hậu Thế giới 2008.

## Tiểu sử
Parvathy sinh ngày 13 tháng 7 năm 1987 tại Kerala, Ấn Độ nhưng hiện nay cô đang sống tại Mumbai. Sở thích của cô là nghe nhạc, nhảy, đọc sách, chơi bóng rổ và chơi cầu lông. Cô là người dân tộc Malayali, một sắc tộc lớn tại đất nước Ấn Độ và từng có nhiều cô gái Malayali chiến thắng tại cuộc thi Hoa hậu Ấn Độ.

## Các cuộc thi sắc đẹp
Parvathy đã tham gia nhiều cuộc thi sắc đẹp khác nhau. Cô giành được nhiều danh hiệu nổi bật như Hoa hậu Malayali 2005, Hoa hậu Nam Ấn Độ 2008 và Hoa hậu Ấn Độ 2008. Cô giành quyền đại diện cho đất nước Ấn Độ tham gia cuộc thi Hoa hậu Thế giới 2008 tổ chức tại Nam Phi.
Tại cuộc thi Hoa hậu Thế giới, cô là một ứng cử viên cho chiếc vương miện khi liên tiếp đoạt nhiều thành tích tốt tại các phần thi phụ. Cô lọt vào top 10 phần thi Hoa hậu Bãi biển và đồng thời ngôi á hậu một trong phần thi Hoa hậu Người mẫu. Kết quả cuối cùng, trong đêm chung kết, cô đã giành ngôi Á hậu 1 sau người đẹp nước Nga Ksenia Sukhinova.
Tuy nhiên, sau khi đêm chung kết kết thúc, Parvathy đã phát biểu trước báo giới rằng cô không hài lòng với vị trí Á hậu 1 của mình.